# Torsäule
Torsäule är ett berg i Österrike.   Det ligger i distriktet Sankt Johann im Pongau och förbundslandet Salzburg, i den centrala delen av landet, 260 km väster om huvudstaden Wien. Toppen på Torsäule är 2 678 meter över havet, eller 11 meter över den omgivande terrängen. Bredden vid basen är 0,06 km.
Terrängen runt Torsäule är huvudsakligen bergig, men söderut är den kuperad. Närmaste större samhälle är Saalfelden am Steinernen Meer, 18,9 km väster om Torsäule. 
I omgivningarna runt Torsäule växer i huvudsak blandskog. Runt Torsäule är det ganska glesbefolkat, med 45 invånare per kvadratkilometer.